# Тарновиця
Тарно́виця — залізнична станція Івано-Франківської дирекції залізничних перевезень Львівської залізниці.
Розташована в селі Лісна Тарновиця Надвірнянського району Івано-Франківської області на лінії Делятин — Хриплин між станціями Братківці (17 км) та Надвірна (8 км).
На станції зупиняються тільки приміські поїзди.